# Port lotniczy Tchien
Port lotniczy Tchien (ang. Tchien Airport, IATA: THC, ICAO: GLTN) – liberyjski port lotniczy położony w Tchien.